# سولیکوو
سولیکوو (به لاتین: Sulíkov) یک منطقهٔ مسکونی در جمهوری چک است که در ناحیه بلانسکو واقع شده‌است. سولیکوو ۳٫۷۲ کیلومتر مربع مساحت و ۲۸۴ نفر جمعیت دارد و ۵۶۲ متر بالاتر از سطح دریا واقع شده‌است.